# Dalhem IF
Dalhem IF är en idrottsklubb i Dalhem på Gotland, 2 mil från Visby. Klubben bildades den 11 mars 1905. Klubben utövar främst fotboll, där herrverksamheten startades 1934 och damverksamheten 1973. 2015 spelade damlaget i div 3 Stockholm B, herrlaget i div 3 södra Svealand.
Klubbens damlag i fotboll spelade i högsta serien både 1987 och 1988. 1987 gjorde de sensation genom att som nykomlingar ta sig ända till SM-Semifinal där de förlorade mot Jitex BK. 1988 var de också med att spela den historiska första säsongen som Damallsvenskan avgjordes.
Herrlaget var 2018 nertvingade i Gotlands division 6 efter att hela spelartruppen flytt klubben. Istället blev det U-15/16 som fick ta klivet upp som A lag. 2021 spelar A-laget i division 4 och B-laget i division 6
Hemmastället laget spelar i är vita tröjor, blåa byxor och vita strumpor.